# 汉乐逸
汉乐逸（Lloyd Haft，1946年11月9日—），生于美国威斯康星州希博伊根，荷兰诗人、翻译家和汉学家。原籍美国，毕业于哈佛大学。1968年赴荷兰莱顿大学，修得硕士及博士学位。任中文教职达31年，于2004年提前退休。1994年获Jan Campert诗歌奖，2004年获Ida Gerhardt诗歌奖。出版了《卞之琳研究》（1981）等专著。曾将华莱士·史蒂文斯、哈特·克莱恩、孟郊、周梦蝶等人的诗歌翻译成荷兰语，以及将卞之琳、周梦蝶、洛夫、羊令野等诗人作品翻译为英文。

## 主要著作
- 2008 -  池塘神堂 [Deze poelen, deze geest]
- 2006 -  周梦蝶与意识诗 [Zhou Mengdie's Poetry of Consciousness]
- 2005 -  福尔摩沙  [Formosa]
- 2003 -  汉氏圣咏 [De Psalmen]，2011年第四版
- 2000 -  十四行诗在中国-形式之涵义 [The Chinese Sonnet: Meanings of a Form]
- 1996 – 人者 [Anthropos]
- 1993 -  西洋沉岛 [Atlantis]
- 1982 – 阳光下的图像 [Ikonen bij daglicht]
- 1981 -  卞之琳研究 [Pien Chih-lin]，2011年第二版，并于2010年出版中文版 [发现卞之琳:一 位西方学者的探索之旅]
- 1975 – 中国的批孔运动 [De anti-Confucius campagne in China ]